# Ventosa (Vouzela)
Pour les articles homonymes, voir Ventosa.
Ventosa est une freguesia (paroisse civile) du Portugal, qui fait partie de la municipalité de Vouzela, dans le district de Viseu.